# Rionero in Vulture
Rionero   in Vulture község (comune) Olaszország Basilicata régiójában, Potenza megyében.

## Fekvése
A település a Monte Vulture keleti oldalán fekszik. Határai: Aquilonia, Atella, Barile, Calitri, Melfi, Rapolla, Ripacandida és Ruvo del Monte.

## Története
Rionero területe már az ókorban lakott volt, ennek bizonyítékai az itt talált nekropoliszok (etruszk sírvárosok) és egy akveduktusz (vízvezeték) romjai. Első írásos említése 1152-ből származik, amikor a rapollai püspök birtoka volt. A középkor során nápolyi nemesi családok birtokolták. A 16-17. században számos albán bevándorló telepedett le Rioneróban. 1811-ben lett önálló település, miután a Nápolyi Királyságban felszámolták a feudalizmust.

## Népessége
A népesség számának alakulása:

## Főbb látnivalói
- Palazzo Rotondo
- Palazzo Ciasca
- Palazzo Giannattasio
- Palazzo Catena
- San Pasquale-templom (1773)
- San Marco Evangelista-templom (1695)
- Sant’Antonio Abate-templom
- SS. Sacramento-templom (1770)
- San Michele-apátság